# Tinashe Nengomasha
Tinashe Nengomasha (Harare, 2 de setembro de 1982) é um ex-futebolista profissional zimbabuano que atuava como meia.

## Carreira
Tinashe Nengomasha representou o elenco da Seleção Zimbabuense de Futebol no Campeonato Africano das Nações de 2004 e 2006.